# Ludwig von Edelsheim

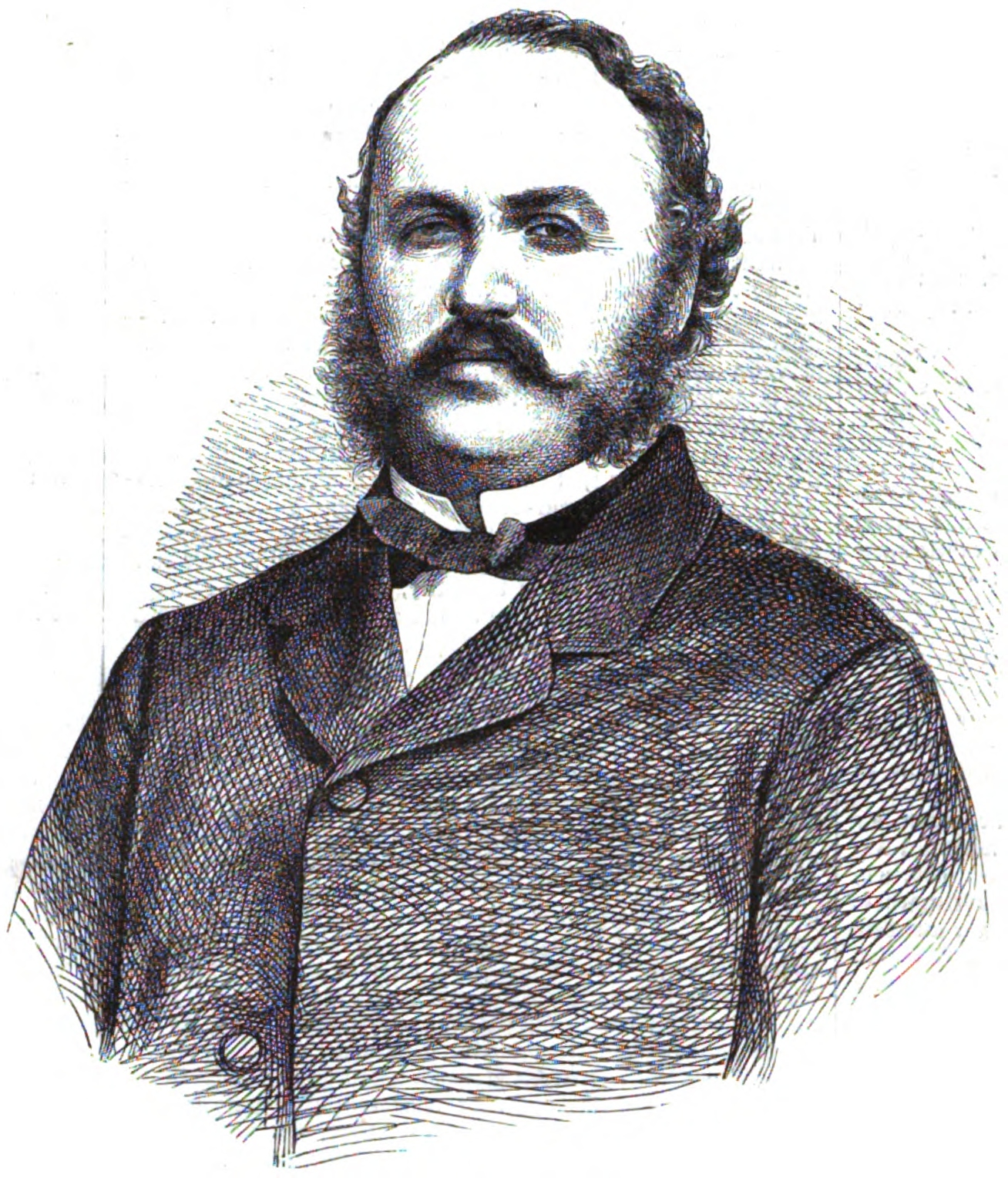
Ludwig von Edelsheim, 1865

Ludwig Friedrich Wilhelm August Freiherr von Edelsheim (* 24. Oktober 1823 in Karlsruhe; † 23. Februar 1872 in Konstanz) war ein badischer Minister.

## Herkunft
Ludwig Freiherr von Edelsheim war der Sohn von Wilhelm von Edelsheim (1774–1840) und der Friederike geb. Freiin von Gemmingen-Hornberg (1803–1866). Der Vater starb als wirklicher Geheimer Rat und Oberstkammerherr.
Edelsheim hatte zwei ältere Brüder namens Leopold Freiherr von Edelsheim-Gyulai, später ein General der Kavallerie in österreichischen Diensten und Wilhelm Freiherr von Edelsheim, ein späterer Oberhofmeister. Edelsheims Großvater Georg Ludwig von Edelsheim war während der Zeit der Koalitionskriege badischer Außenminister.
Ludwig von Edelsheim gehörte der evangelischen Kirche an.

## Leben
Ludwig von Edelsheim studierte in Heidelberg und Berlin, stand zuerst in kurhessischen Diensten, war 1855–1860 als Abgeordneter der Ritterschaft Mitglied der hessischen Ersten Kammer und stand aufseiten der verfassungstreuen Partei. 1853 stimmte er zusammen mit Ferdinand von Schutzbar erfolglos gegen eine Beschneidung der den Juden seit 1816 eingeräumten bürgerlichen Rechte. Sie unterlagen mit drei anderen Abgeordneten fünf zu zehn in der Abstimmung. Die Einschränkung der Rechte der Juden wurde jedoch von der Zweiten Kammer zurückgewiesen. 1861 trat er in badische Dienste, wurde Ministerresident in Wien, 1863 dort außerordentlicher Gesandter und 1864 zugleich in Dresden.
Im November und Dezember 1863 befand er sich, im Auftrag des badischen Ministers Roggenbach, in Gotha bei Herzog Friedrich von Augustenburg als politischer Ratgeber, und im Januar und Februar 1864 erhielt er eine Mission nach München und Dresden, um sich für eine selbständige Politik der Mittel- und Kleinstaaten in der schleswig-holsteinischen Frage einzusetzen.
Am 19. Oktober 1865 trat er nach Roggenbachs Rücktritt mit einem entschieden freisinnigen Programm in das badische Kabinett Stabel ein und übernahm das Ministerium der auswärtigen Angelegenheiten und des großherzoglichen Hauses. In dieser Stellung organisierte er den Widerstand gegen Preußens nationale Pläne einer kleindeutschen Lösung und unterstützte die Sache Österreichs und das enge Zusammengehen der Mittelstaaten im Deutschen Bund. Die nationalgesinnten Ministerialräte Julius Jolly und Rudolf von Freydorf wurden ihrer Stellen enthoben, Karl Mathy, Präsident des Handelsministeriums, zum Rücktritt genötigt. Baden nahm auf Edelsheims Antrieb am Deutschen Krieg gegen Preußen teil. Als nach der Schlacht bei Königgrätz Österreich mit Preußen Friedensverhandlungen ohne seine deutschen Bundesgenossen begann und auch Baden in direkte Verhandlungen mit Preußen treten musste, nahm Edelsheim am 23. Juli 1866 seine Entlassung und zog sich nach Konstanz ins Privatleben zurück.
Aus diesem trat er nur einmal, im Jahre 1869, hervor als Unterzeichner des Programms der „Wahlreformliga“ und als Kandidat für die Abgeordnetenstelle im Bezirk Breisach. Er wurde zwar gewählt, die Wahl aber angefochten und von der Kammer nicht bestätigt.

## Familie
Edelsheim heiratete am 24. Oktober 1867 in Wien Amalie von Gagern (1846–1924), Tochter des Heinrich von Gagern. Aus der Ehe gingen ein Sohn, der Offizier Franz von Edelsheim (1868–1939) (verheiratet mit Theda von Frerichs, Tochter von Friedrich Theodor von Frerichs), und eine Tochter namens Marie Friederike Barbara Amalie Charlotte (* 6. September 1869 in Constanz) hervor.